# Formuladeildin 2012
La Formuladeildin 2012 (detta anche Effodeildin per motivi di sponsorizzazione) è stata la 70ª edizione del campionato faroese di calcio. La stagione è iniziata il 24 marzo e si è conclusa il 6 ottobre. L'EB/Streymur ha vinto il titolo per la seconda volta.

## Formula
Le 10 squadre partecipanti si sono affrontate tre volte, per un totale di 27 giornate.

La squadra campione delle Isole Fær Øer ha il diritto a partecipare alla UEFA Champions League 2013-2014 partendo dal primo turno preliminare.

La vincitrice della Coppa nazionale è ammessa alla UEFA Europa League 2013-2014 partendo dal secondo turno preliminare.

Le squadre classificate al secondo e terzo posto sono ammesse alla UEFA Europa League 2013-2014 partendo dal primo turno preliminare.

Le ultime due classificate sono retrocesse direttamente in 1. deild.

## Squadre partecipanti
Suðuroy e TB Tvøroyri sono state promosse al posto delle retrocesse 07 Vestur e B71 Sandur.
| Club            | Città        | Stadio              | Allenatore           | Posizione 2011               |
| --------------- | ------------ | ------------------- | -------------------- | ---------------------------- |
| B36 Tórshavn    | Tórshavn     | Stadio Gundadalur   | Mikkjal Thomassen    | Campione delle Isole Fær Øer |
| B68 Toftir      | Toftir       | Svangaskarð         | Pauli Poulsen        | 6º posto                     |
| EB/Streymur     | Streymnes    | Við Margáir         | Heðin Askham         | 2º posto                     |
| HB Tórshavn     | Tórshavn     | Stadio Gundadalur   | Sigfríður Clementsen | 8º posto                     |
| ÍF Fuglafjørður | Fuglafjørður | Fløtugerði          | Flemming Christensen | 7º posto                     |
| KÍ Klaksvík     | Klaksvík     | Djúpumýra           | Páll Guðlaugsson     | 5º posto                     |
| NSÍ Runavík     | Runavík      | Stadio Runavík      | Kári Reynheim        | 4º posto                     |
| Suðuroy         | Vágur        | Vesturi á Eiðinum   | Pól Joensen          | 1º posto in 1. deild         |
| TB Tvøroyri     | Tvøroyri     | Stadio Trongisvágur | Milan Kuljić         | 2º posto in 1. deild         |
| Víkingur Gøta   | Norðragøta   | Stadio Serpugerði   | Jógvan Martin Olsen  | 3º posto                     |

## Classifica
|                    | Pos. | Squadra         | Pt | G  | V  | N | P  | GF | GS | DR  |
| ------------------ | ---- | --------------- | -- | -- | -- | - | -- | -- | -- | --- |
| Fær Øer (bandiera) | 1.   | EB/Streymur     | 58 | 27 | 17 | 7 | 3  | 50 | 27 | +23 |
|                    | 2.   | ÍF Fuglafjørður | 54 | 27 | 16 | 6 | 5  | 55 | 23 | +32 |
|                    | 3.   | HB Tórshavn     | 45 | 27 | 13 | 6 | 8  | 56 | 34 | +22 |
|                    | 4.   | KÍ Klaksvík     | 45 | 27 | 13 | 6 | 8  | 59 | 44 | +15 |
|                    | 5.   | Víkingur Gøta   | 45 | 27 | 12 | 9 | 6  | 43 | 35 | +8  |
|                    | 6.   | B36 Tórshavn    | 38 | 27 | 10 | 8 | 9  | 42 | 36 | +6  |
|                    | 7.   | NSÍ Runavík     | 31 | 27 | 9  | 4 | 14 | 38 | 42 | -4  |
|                    | 8.   | TB Tvøroyri     | 24 | 27 | 5  | 9 | 13 | 30 | 50 | -20 |
|                    | 9.   | B68 Toftir      | 24 | 27 | 6  | 6 | 15 | 23 | 43 | -20 |
|                    | 10.  | Suðuroy         | 9  | 27 | 2  | 3 | 22 | 16 | 78 | -52 |

Legenda:

      Campione delle Isole Fær Øer e ammessa alla UEFA Champions League 2013-2014

      Ammesse alla UEFA Europa League 2013-2014.

      Retrocesse in 1. deild 2013

## Risultati
|                 | B36     | B68     | EBS     | HB      | ÍF      | KÍ      | NSÍ     | Suð     | TB      | Vík     |
| --------------- | ------- | ------- | ------- | ------- | ------- | ------- | ------- | ------- | ------- | ------- |
| B36 Tórshavn    | ––––    | 1-2 1-0 | 1-2 1-4 | 1-0     | 1-1 0-2 | 2-3     | 5-1     | 1-0 3-1 | 2-2     | 3-0 1-1 |
| B68 Toftir      | 1-1     | ––––    | 1-2 0-1 | 1-2     | 0-2 0-0 | 0-2 1-3 | 3-2 1-2 | 2-0     | 1-1     | 1-1     |
| EB/Streymur     | 1-1     | 0-0     | ––––    | 2-2 3-2 | 2-1     | 1-1     | 1-0 3-2 | 3-0 4-2 | 1-1 3-2 | 0-1     |
| HB Tórshavn     | 2-1 2-0 | 4-0     | 0-1     | ––––    | 1-4     | 5-0     | 2-4     | 6-0     | 4-1 3-1 | 1-1 0-0 |
| ÍF Fuglafjørður | 1-1     | 2-0     | 1-2 1-1 | 2-0 0-0 | ––––    | 2-0 5-2 | 2-1 3-1 | 3-2     | 1-1     | 1-2     |
| KÍ Klaksvík     | 0-2 3-4 | 3-0     | 1-3     | 1-1 1-2 | 1-0     | ––––    | 3-2 2-1 | 5-1 7-1 | 0-0 1-1 | 3-3     |
| NSÍ Runavík     | 3-1 0-0 | 0-2     | 1-0     | 2-4 2-0 | 1-2     | 0-2     | ––––    | 0-0 5-1 | 2-0 0-1 | 0-2 1-0 |
| Suðuroy         | 0-2     | 0-1 2-1 | 0-2     | 0-1 0-4 | 0-6 1-4 | 1-4     | 0-2     | ––––    | 1-1 1-0 | 1-1     |
| TB Tvøroyri     | 1-4 0-0 | 3-1 1-4 | 0-3     | 4-2     | 1-0 1-2 | 1-6     | 1-3     | 3-0     | ––––    | 0-2 2-2 |
| Víkingur Gøta   | 3-2     | 2-0     | 2-1 2-3 | 2-2     | 1-4 0-3 | 0-1 4-3 | 1-1     | 4-0 3-1 | 1-0     | ––––    |

## Classifica marcatori
| Gol |  |  | Giocatore              | Squadra         |
| --- |  |  | ---------------------- | --------------- |
| 22  |  |  | Clayton                | ÍF Fuglafjørður |
| 22  |  |  | Páll Klettskard        | KÍ Klaksvík     |
| 16  |  |  | Arnbjørn Hansen        | EB/Streymur     |
| 14  |  |  | Klæmint Olsen          | NSÍ Runavík     |
| 12  |  |  | Christian Mouritsen    | HB Tórshavn     |
| 11  |  |  | Kaj Leo í Bartalsstovu | Víkingur Gøta   |
| 9   |  |  | Andy Ólavur Olsen      | KÍ Klaksvík     |
| 8   |  |  | Fróði Benjaminsen      | HB Tórshavn     |
| 8   |  |  | Łukasz Cieślewicz      | B36 Tórshavn    |
| 8   |  |  | Hjartvard Hansen       | Víkingur Gøta   |
| 8   |  |  | Leif Niclasen          | EB/Streymur     |
| 8   |  |  | Símun Samuelsen        | HB Tórshavn     |

## Verdetti
- Campione delle Isole Fær Øer:  EB/Streymur
- In UEFA Champions League 2013-2014:  EB/Streymur
- In UEFA Europa League 2013-2014:  Víkingur Gøta[1],  ÍF Fuglafjørður,  HB Tórshavn
- Retrocesse in 1. deild:  B68 Toftir,  Suðuroy